# Elena Clementelli
Elena Clementelli (Roma, 8 marzo 1923 – 31 gennaio 2019) è stata una poetessa, critica letteraria e traduttrice italiana.

## Biografia e attività letteraria

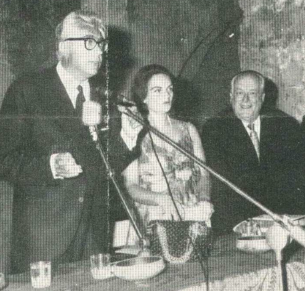
Elena Clementelli fotografata a Lerici nel 1968 con lo scrittore Luigi Silori (a sin.) e il poeta Rafael Alberti

Nata e cresciuta a Roma da padre fiorentino e madre veronese, si laureò presso l'Università degli Studi "La Sapienza" della capitale in Lettere Moderne. La sua intensa attività poetica è testimoniata dalla pubblicazione di dieci raccolte di versi uscite nell'arco di più di cinquant'anni (1957-2011). Fu vincitrice di una dozzina di prestigiosi premi letterari tra cui si segnalano il "Lerici-Pea" (1964), il "Frascati" (1965), Il "Tagliacozzo" (1977), il "Traiano" (1983), il "Calliope" (1985) e il "San Pellegrino Terme" (1999).
Eminente studiosa di lingue e letterature iberiche e anglosassoni, pubblicò numerose traduzioni di opere precedute da saggi critici, alcune in collaborazione con il linguista e critico Walter Mauro. Curò, tra l'altro, Tutto il teatro di Federico García Lorca (con cui vinse nel 1993 il Premio Piombino Betocchi per la traduzione) e una selezione degli scritti e discorsi di Che Guevara, una prima parte con il titolo Ideario (1996) e una seconda l'anno seguente con il titolo Questa grande umanità.
Tra il 1963 e il 1976 ebbe un lungo sodalizio culturale con il poeta spagnolo Rafael Alberti, che, in esilio dalla Spagna franchista, si era legato al gruppo di critici italiani di cui facevano parte tra gli altri Walter Mauro, Ignazio Delogu e Luigi Silori.
Collaborò alle pagine culturali di varie riviste e giornali nonché a programmi di cultura della Rai. Le sue opere poetiche figurano su diverse riviste e antologie, sia italiane sia straniere.
Componente della giuria di prestigiosi premi letterari, Elena Clementelli era anche uno degli "Amici della Domenica" del Premio Strega.
Usò sempre il cognome del primo marito, il produttore cinematografico Silvio Clementelli, da cui si separò all'inizio degli anni settanta. Ebbe poi una lunghissima relazione sentimentale con il critico letterario Walter Mauro, fino alla morte di quest'ultimo.

## Opere

### Poesie
- Il mare dentro (con disegni di Anna Salvatore; Bestetti, Roma, 1957)
- Le ore mute (Rebellato, Città di Padova,1959)
- Questa voce su noi (con prefazione di Aldo Palazzeschi; Guanda, Parma, 1962)
- La breve luce (Edizioni di Novissima, Rizzoli, MIlano, 1969)
- Così parlando onesto (Garzanti, Milano, 1977)
- L'educazione (Quaderni di Piazza Navona, Roma, 1980)
- Vasi a Samo (Bastogi, Foggia, 1983)
- Il conto (Empiria, Roma, 1998)
- Poesie d'amore - Alternanze (Newton Compton, Roma, 2007)
- Quasi una certezza (Tracce, Pescara, 2011)

### Narrativa
- La finestra sull'albero (e altri racconti). Anemone Purpurea, 2008

### Traduzioni
- Antologia del Canto Flamenco (Guanda, Parma, 1961)
- Blas de Otero: Poesie (Guanda, Parma, 1962)
- Juan Goytisolo, Le terre di Naíjar (Feltrinelli, Milano, 1964)
- Blas de Otero: Que trata de España (Guanda, Parma, 1967)
- Fados (Guanda, Parma, 1969)
- Kenneth Allsop, Ribelli vagabondi nell'America dell'ultima frontiera (Editori Laterza, Bari, 1969)
- Arnold J. Toynbee, La città aggressiva (Editori Laterza, Bari, 1972)
- Antologia del Blues (in collaborazione con Walter Mauro; Guanda, Parma, 1965-1975)
- Antologia degli Spirituals (in collaborazione con Walter Mauro; Guanda, Parma, 1966-1976)
- Alejo Carpentier, Il ricorso del metodo (Editori Riuniti, Roma, 1976)
- Adolfo Bioy Casares, L'avventura di un fotografo a La Plata (Editori Riuniti, Roma, 1987)
- Silvina Ocampo, La penna magica. Editori Riuniti, Roma, 1989 (libro con cui vinse nel 1990 il Premio IILA "Istituto Italo-Latino Americano")
- Tutto il teatro di Garcia Lorca (Newton Compton, Roma, 1993)
- Benito Pérez Galdós, La donna di denari (La de Bringas; Frassinelli, MIlano, 1993)
- Vicente Blasco Ibáñez, Sangue e arena (Newton Compton, Roma, 1995)
- Ideario (Scritti e discorsi di Che Guevara, Newton Compton, Roma, 1996)
- American Folk Songs (insieme a Blues e Spirituals; in collaborazione con Walter Mauro. Newton Compton, Roma, 1996)
- Questa grande umanità (Altri scritti e discorsi di Che Guevara, Newton Compton, Roma, 1997)
- Ernesto Che Guevara, Poesie e scritti su letteratura e arte (Newton Compton, Roma, 1999)

### Saggi critici
- Invito alla lettura di Natalia Ginzburg (Mursia, Milano, 1971)
- La trappola e la nudità: interviste a scrittori di tutto il mondo sul tema "Lo scrittore e il potere" (In collaborazione con Walter Mauro; Rizzoli, Milano, 1973)
- Garcia Marquez (saggio monografico, La Nuova Italia, Firenze, 1974)

## Citazione
"Qualche volta il lettore si troverà davanti ad un gioco di specchi, dove vedrà riflessa una sequenza di percezioni che dal profondo dell'io cercheranno di raggiungere lo spazio di una conoscenza impossibile" (dalla Nota introduttiva di Elena Clementelli al suo libro di poesie Quasi una certezza, 2011).